# Acalyptris staticis
Acalyptris staticis là một loài bướm đêm thuộc họ Nepticulidae. Nó là loài duy nhất được tìm thấy ở bờ biển của Tenerife, but might also be present on the other quần đảo Canary và Maroc.
Sải cánh dài 4–5 mm.
Ấu trùng ăn Limonium pectinatum. Chúng ăn lá nơi chúng làm tổ. 